# Ernst-Franz-Vogelmann-Preis für zeitgenössische Skulptur
Der Ernst-Franz-Vogelmann-Preis für zeitgenössische Skulptur wird zu Ehren des Stifters und Heilbronner Bürgers und Unternehmers Ernst Franz Vogelmann (1915–2003) vergeben. Der Preis zeichnet in dreijährigem Turnus bildende Künstler aus, die die Entwicklung der zeitgenössischen Skulptur nachhaltig befördert und ihren Lebens- oder Schaffensmittelpunkt in Deutschland oder angrenzenden Ländern haben.
Der ursprünglich mit 25.000 €, heute mit 30.000 € dotierte Preis wird seit 2007 gemeinsam durch die Ernst-Franz-Vogelmann-Stiftung und die Städtischen Museen Heilbronn vergeben. Er ist mit einer Einzelausstellung in der Kunsthalle Vogelmann im Folgejahr und einem Ankauf für die Sammlung der Städtischen Museen Heilbronn verbunden.

## Preisträger
- 2008: Roman Signer (* 1938), Schweiz
- 2011: Franz Erhard Walther (* 1939), Deutschland
- 2014: Thomas Schütte (* 1954), Deutschland
- 2017: Richard Deacon (* 1949), Großbritannien
- 2020: Ayşe Erkmen (* 1949), Türkei[2]
- 2023: Gregor Schneider (* 1969), Deutschland[3]